# Joseph Benedikt von Rost

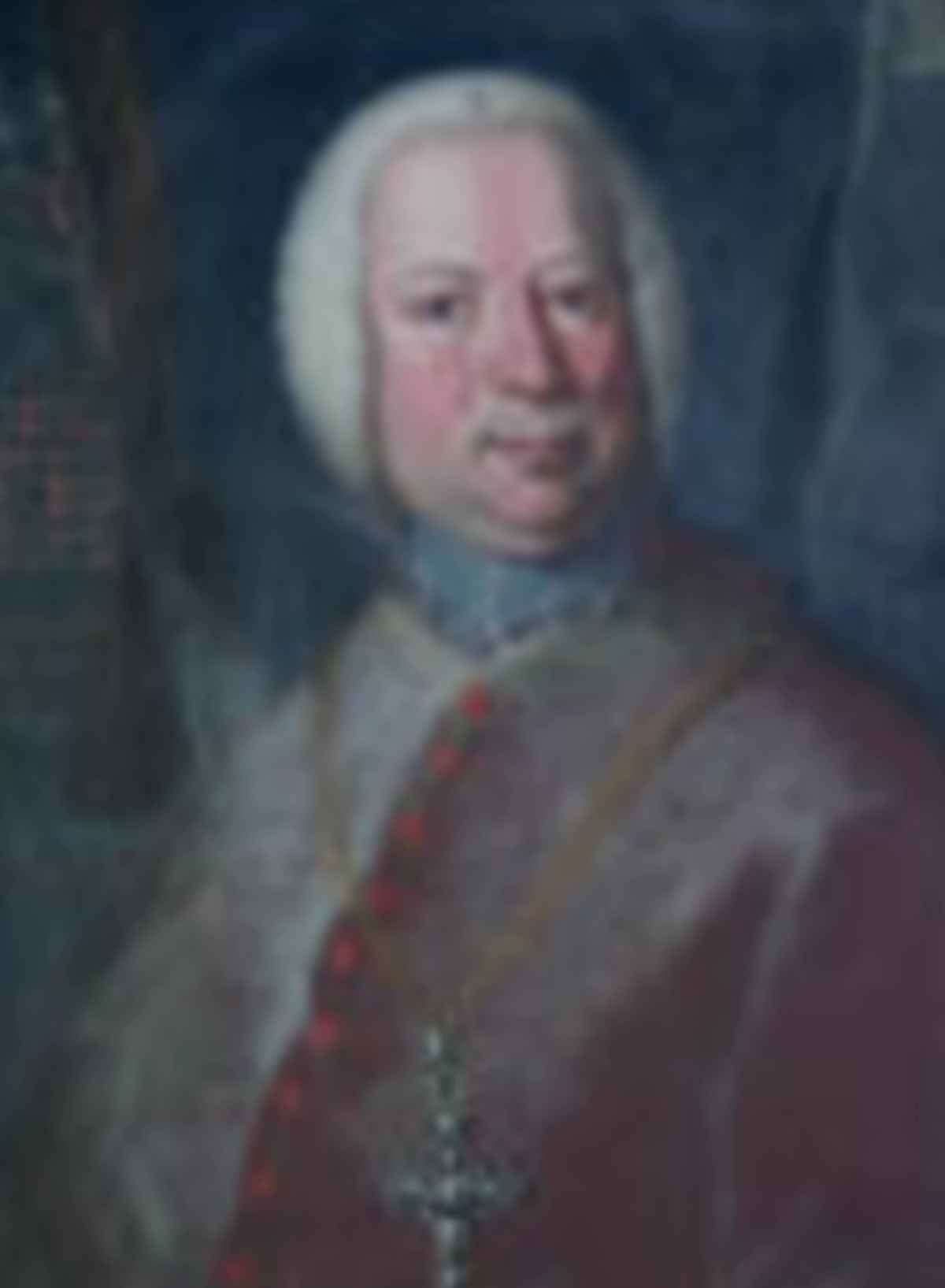
Joseph Benedikt von Rost (1698–1754), Fürstbischof von Chur 1729–1754

Freiherr Joseph Benedikt von Rost (* 17. Februar 1696 in Vils, Tirol; † 12. November 1754 in Chur) war römisch-katholischer Bischof des Bistums Chur.

## Leben

### Herkunft
Joseph Benedikt von Rost war Sohn des Ehepaares Maria Jakobea Felizitas Schütz von Burschitz (von Schütz zu Purschütz, Schütz von Burschig) und Johann Anton Freiherr von Rost, kaiserlicher Regierungsrat, Pfleger von Vils, der als Kaiserlicher Gesandter bei den Drei Bünden auf Schloss Rhäzüns residierte. Seine Taufpaten waren Graf Julius Friedrich von Buccelini, Hofkanzler in Wien, und Anna Jakobe von Rost zu Ramschwag.

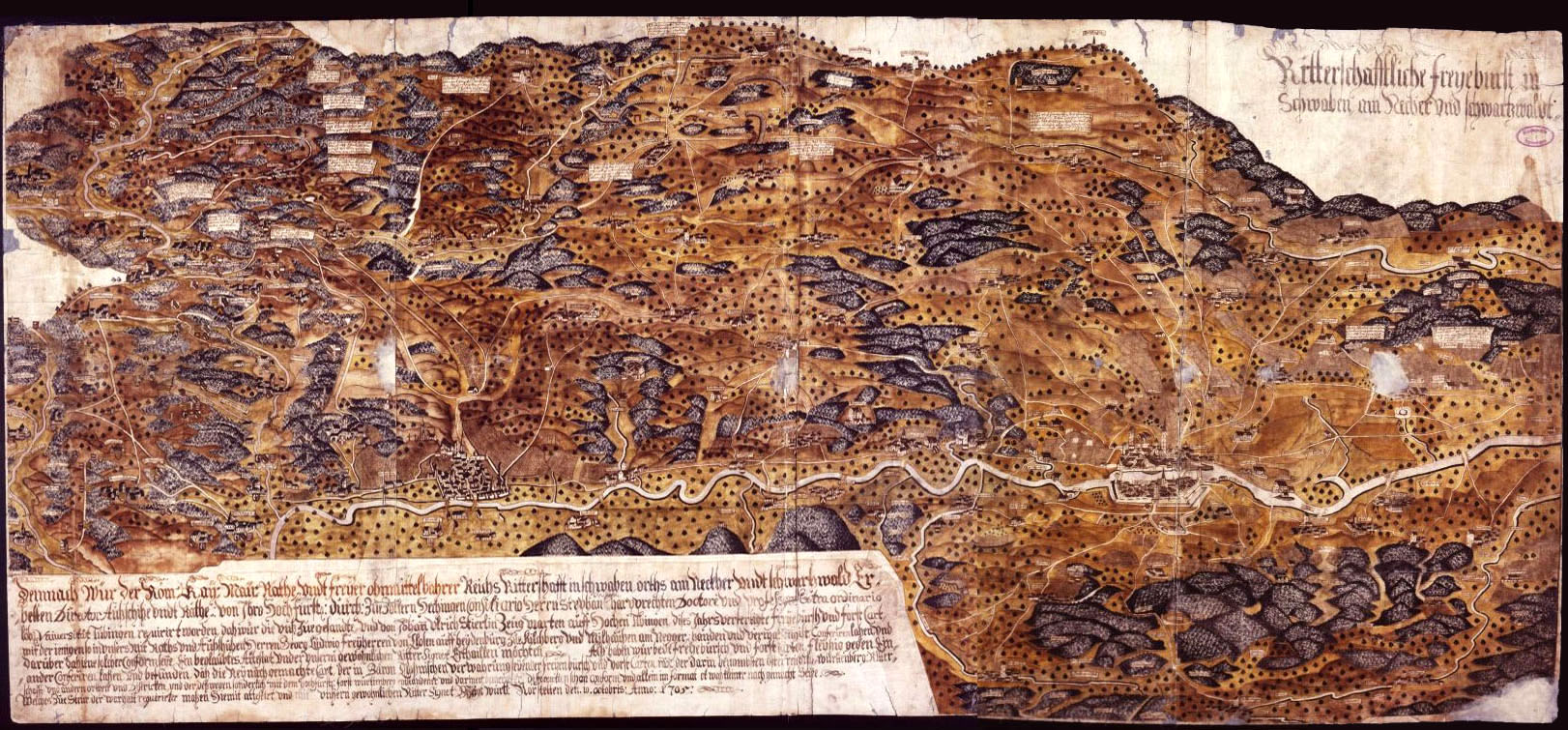
Freie Pürsch in Schwaben, wo die großväterliche Besitzung Geislingen lag

Sein Großvater mütterlicherseits, der kaiserliche Generalmajor und Kommandant von Freiburg im Breisgau (Belagerung von Freiburg (1677)), Georg von Schütz zu Purschütz auf Geislingen in der Freien Pürsch in Schwaben, war mit Elisabeth Anna von Hohenberg verheiratet. 1686 beurkundete sie als Witwe einen Vertrag über das ererbte Rittergut Geislingen mit den beiden Schwiegersöhnen, zwei Brüdern von Rost. Einer davon war Joseph Benedikts Vater. Elisabeth Anna Schütz von Purschütz, geb. von Hohenberg, war eine Enkeltochter des Markgrafen Karl von Burgau, Sohn des Erzherzogs Ferdinand II., gefürsteten Grafen von Tirols, und der Patrizierin Philippine Welser.

### Ausbildung und Wirken
Joseph Benedikt studierte Philosophie und Theologie an den Universitäten Wien und Dillingen an der Donau. Sein jüngerer Bruder Leopold von Rost (1704–1750) war von 1745 bis 1750 Benediktinerabt im Kloster St. Mang in Füssen.
Joseph Benedikt von Rost empfing am 25. Juni 1720 die Priesterweihe, zuvor wurde er 1713 Domsextar, 1716 Domkustos und 1723 Domscholaster. Bischof Ulrich VII. von Federspiel ernannte ihn 1725 zu seinem Generalvikar. Der Gotteshausbund hatte 1728 wieder soviel Einfluss, dass er den bereits bei der letzten Wahl 1692 unterlegenen Franz Rudolf von Salis-Zizers, inzwischen Abt von Hl. Kreuz in Muren (Ungarn), als neuen Bischof vorschlug. Das Domkapitel unter Vorsitz des Apostolischen Nuntius in der Schweiz, Erzbischof Domenico Silvio Passionei, wählte mit elf zu acht Stimmen Joseph Benedikt von Rost zum neuen Bischof von Chur. Wieder gab es Proteste des Unterlegenen, Papst Benedikt XIII. kassierte die Wahl des Kapitels und ernannte, kraft seiner Vollmacht, am 23. März 1729 Joseph Benedikt von Rost zum Bischof von Chur. Die Bischofsweihe spendete ihm am 9. Juni 1729 in der Cattedrale San Vigilio, dem Dom zu Trient, der Bischof von Trient Anton Dominikus von Wolkenstein-Trostburg. Am 3. März 1731 erhielt er von Kaiser Karl VI. die Reichsregalien. Er war nun geistlicher Reichsfürst des Heiligen Römischen Reiches deutscher Nation.
Bischof Joseph Benedikt von Rost führte die von seinem Vorgänger Bischof Ulrich von Federspiel begonnenen Verhandlungen mit Kaiser Karl VI. über den Verkauf der bischöflichen Hoheitsrechte im Val Müstair zu Ende. Dieses führte wiederum zu Spannungen mit den Drei Bünden und den Münstertalern, was zur Folge hatte, dass der Gotteshausbund den Bischof erst 1733 anerkannte. In mühevollen Nachverhandlungen konnten sich die Münstertaler ratenweise loskaufen, sodass dieses Rechtsgeschäft erst 1762 zu Ende gebracht werden konnte. Der Bischof garantierte, sich für die im Vertragstext festgeschriebene „Wahrung des katholischen Glaubens im Tal“ einzusetzen.
Auch das Verhältnis zur Stadt Chur blieb gespannt. Einem aus dem Gefängnis geflohenen Dieb gewährte der Bischof Kirchenasyl. Die Stadt reagierte mit dem Bau des Brillentors vor dem Torturm (Eingang zur bischöflichen Residenz), um so den Zugang zum Hof kontrollieren zu können. Der Abbruch des Brillentors erfolgte erst 1854 nach Eingliederung des Hofbezirks in die Stadt Chur.
Der Bischof visitierte regelmässig sein Bistum; nur von der Vorarlberger Regierung wurde er mehr als zwölf Jahre hingehalten. Auf den Einwand der Kosten für eine Pastoralreise reagierte der Bischof ungehalten, dieser Aufwand, den er so gering wie möglich hielt, wurden von der Kirche, dem Klerus und nicht vom Volk getragen. 1743 konnte er dann auch in Vorarlberg visitieren. 1747 erliess er strenge Regeln für die Verwaltung des Bistums (Residenzpflicht für Geistliche, Rechnungslegung der Ortskirchen, bischöfliche Konsistorien) und es erfolgten 1731/32 die Neuausgabe des Proprium Curiense und des Rituale Curiense.
Bischof Josef Benedikt von Rost liess die bischöfliche Residenz renovieren und das Hauptgebäude im Stil des Rokoko umgestalten. 1739 rief er eine Stiftung für die Schule in Vils mit einem Kapital von 2000 Gulden „zur Erhaltung einer ewigen Schuhl und eines ständigen Schuhlmaisters zu Vils“ ins Leben.
Er starb 58-jährig und wurde in der Grablege der Bischöfe im südlichen Seitenschiff der Kathedrale St. Mariä Himmelfahrt in Chur beigesetzt.

## Bischofswappen

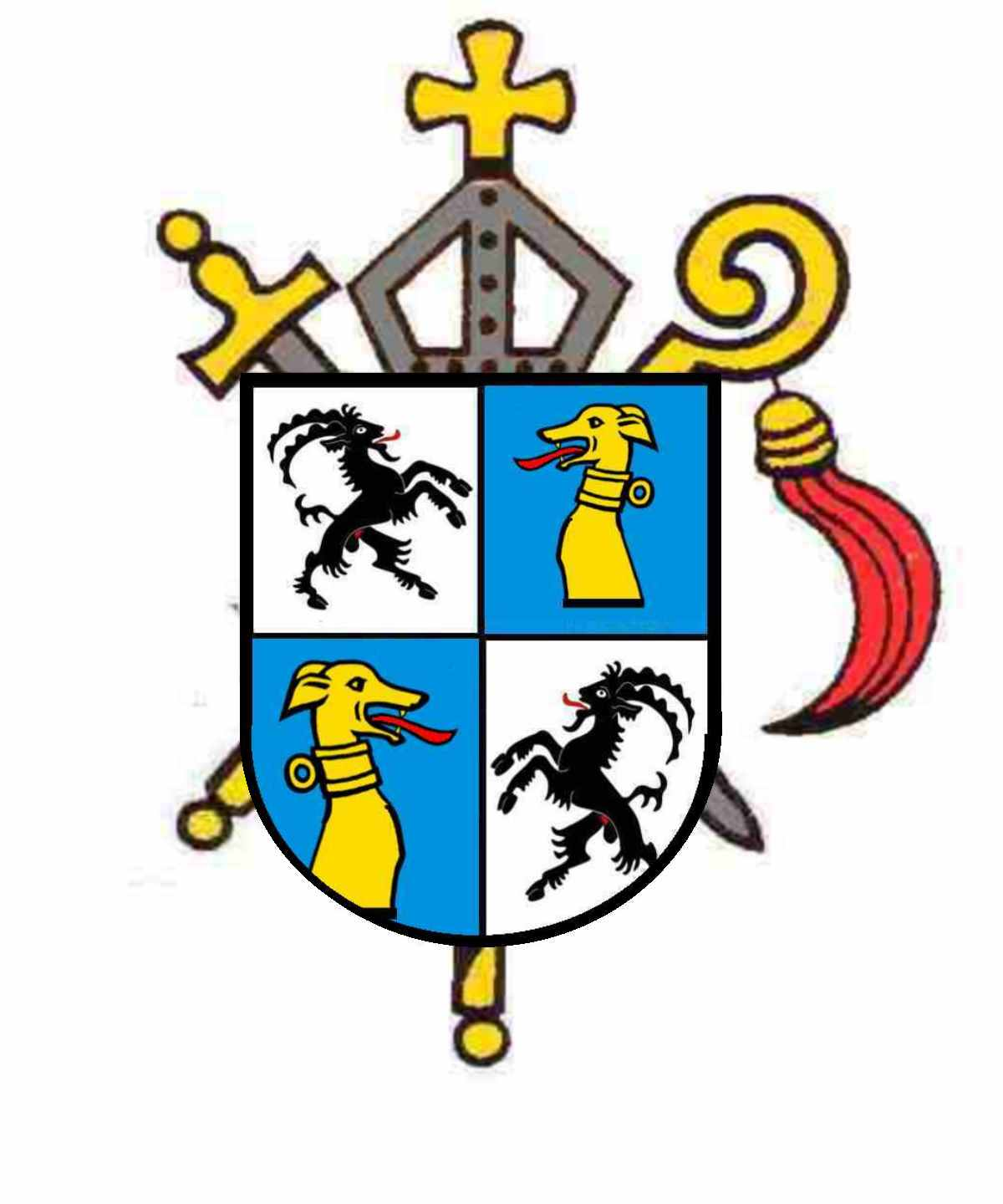
Wappen des Fürstbischofs Joseph Benedikt von Rost

Der Wappenschild des Bischofs viergeteilt zeigt in Feld 1 und 4 auf weiss/silbernem Grund einen schwarzen Alpensteinbock, rechts/links gestellt, das Wappen des Fürstbistums Chur (Gotteshausbund); in Feld 2 und 3 das Familienwappen von Rost ebenfalls rechts/links gestellt. Mitra, Bischofsstab und Schwert, die Insignien geistlicher und weltlicher Macht, umrahmen den Wappenschild.